# Busta arancione
La locuzione busta arancione, presa a prestito dalle modalità di comunicazione adottate dal sistema pensionistico svedese, si intende, nel sistema pensionistico pubblico italiano, a seguito della riforma Dini, la comunicazione che dovrebbe essere inviata in base all'art. 1 comma 6  della Legge n. 335 dell'8 agosto 1995.

## Applicazione
L'art. 1 c. 6 della L. 335/1995 prevede:
6. L'importo della pensione annua nell'assicurazione generale obbligatoria e nelle forme sostitutive ed esclusive della stessa, è determinato secondo il sistema contributivo moltiplicando il montante individuale dei contributi per il coefficiente di trasformazione di cui all'allegata tabella A relativo all'età dell'assicurato al momento del pensionamento. Per tener conto delle frazioni di anno rispetto all'età dell'assicurato al momento del pensionamento, il coefficiente di trasformazione viene adeguato con un incremento pari al prodotto tra un dodicesimo della differenza tra il coefficiente di trasformazione dell'età immediatamente superiore e il coefficiente dell'età inferiore a quella dell'assicurato ed il numero dei mesi. 
Ad ogni assicurato è inviato, con cadenza annuale, un estratto conto che indichi le contribuzioni effettuate, la progressione del montante contributivo e le notizie relative alla posizione assicurativa nonché l'ammontare dei redditi di lavoro dipendente e delle relative ritenute indicati nelle dichiarazioni dei sostituti d'imposta.
La comunicazione contenente i dati sopra indicati, fino al 2014 non è stata mai inoltrata.
In effetti poiché il metodo di calcolo contributivo a capitalizzazione simulata sulla crescita è applicato ancora in modo estremamente parziale, si avrebbe che tale comunicazione riguarderebbe solo i contributi versati a partire dal 1996, mentre per tutti gli altri continua ad applicarsi il metodo di calcolo retributivo.
Fin quando non si avrà una applicazione universale del metodo di calcolo contributivo a capitalizzazione simulata sulla crescita, difficilmente si potrà implementare tale comunicazione.

## Problematiche nella implementazione della busta arancione
In Italia il sistema pensionistico pubblico è implementato secondo il modello previdenziale corporativo fascista.
Ciò significa che abbiamo circa quaranta gestioni pensionistiche, ognuna con regole diverse per il calcolo della pensione.
Se venisse implementata la comunicazione prevista per legge si evidenzierebbe in primo luogo la disparità di trattamento a parità di redditi da lavoro o a parità di versamenti contributivi.
Per quanto riguarda le gestioni principali, ad esempio quella INPDAP, nel 2014 le pensioni vengono liquidate secondo il metodo di calcolo misto che comprende tre quote di cui due calcolate con il metodo di calcolo retributivo e la terza con il metodo di calcolo contributivo per i versamenti dal 2012.
Poiché la notizia innovativa sarebbe la comunicazione della progressione del montante contributivo individuale nozionale per i pensionati prossimi fino a circa il 2020, quelli cioè che nel 1996 avevano più di 18 anni di contribuzione, ciò è poco significativo in quanto riguarderebbe solo gli ultimi due anni.
Per coloro che andranno in pensione dopo il 2020 e che secondo la riforma Dini nel 1996 avevano meno di 18 anni di contribuzione, la comunicazione della progressione del montante contributivo individuale nozionale riguarderebbe al 2014 ben 18 anni di contribuzione.
In questo caso si pone il problema della rivalutazione dei contributi figurativi accreditati in quanto:
- per la quota retributiva si evidenzierebbe nel tempo che la rivalutazione avviene solo per quanto riguarda l'inflazione, senza rendimenti reali e conseguentemente con il costante decremento del tasso di rendimento apparente;
- per la quota contributiva si evidenzierebbe la perdita reale di valore in considerazione del recente abbassamento del tasso annuo di capitalizzazione per la rivalutazione del montante contributivo individuale nozionale.

### Leggi
- Legge 8 agosto 1995, n. 335, in materia di "Riforma del sistema pensionistico obbligatorio e complementare."